# Studer (Bern)

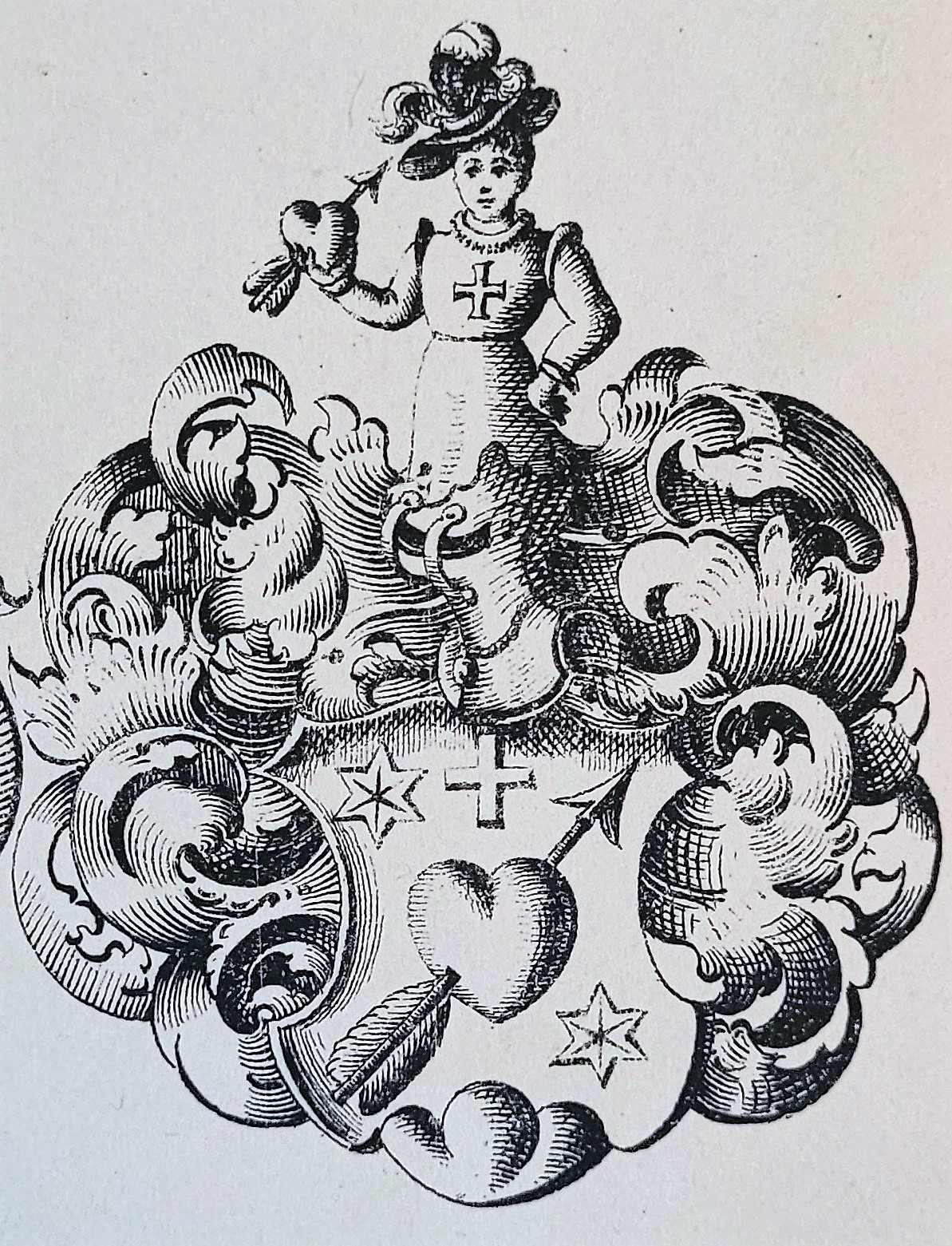
Wappen der Familie Studer (1836)

Der sogenannte «Studerstein» in Bern, 1893 errichtet im Andenken an Gottlieb Samuel Studer

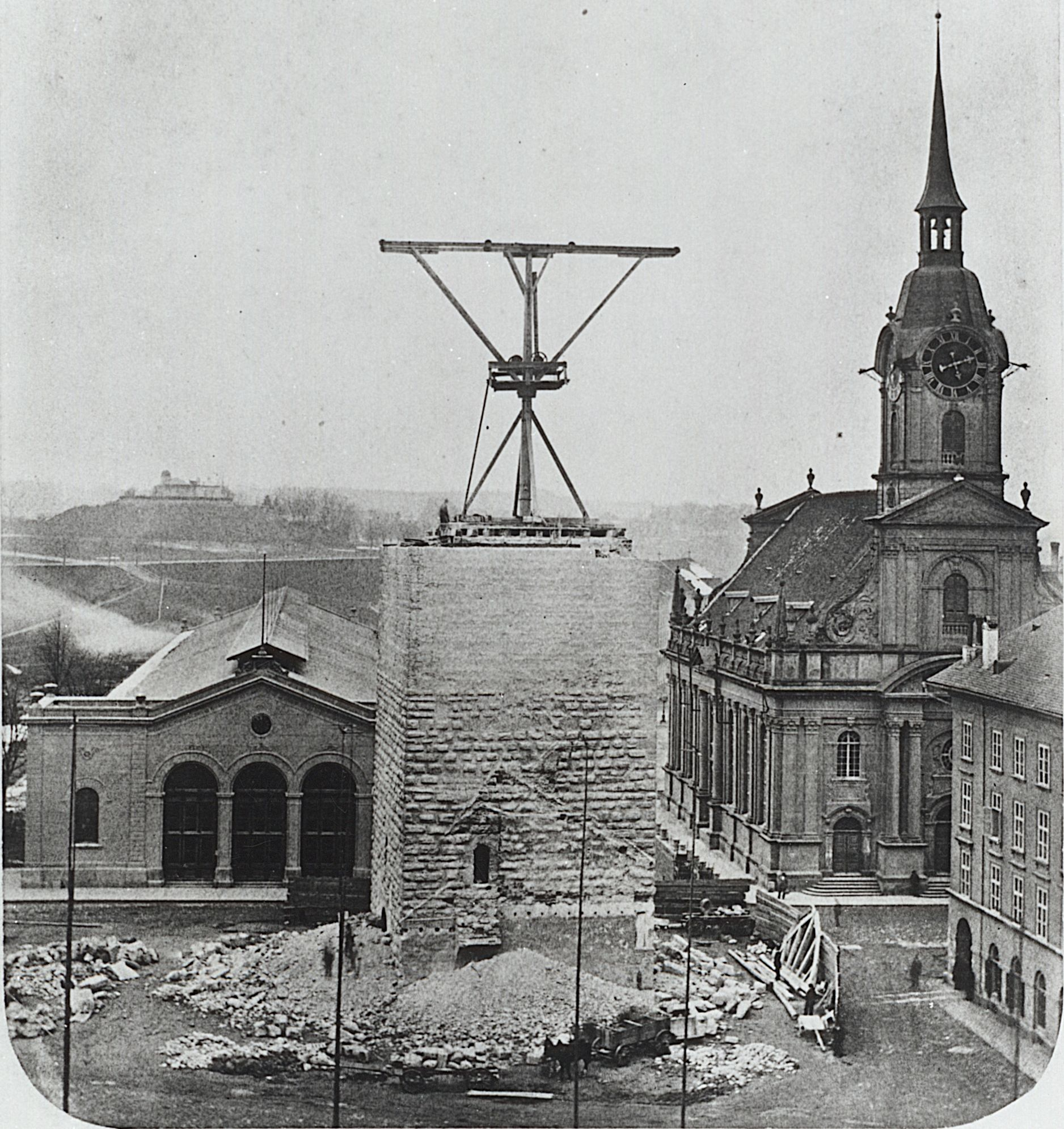
Abbruch des Christoffelturms, am rechten Bildrand das Studerhaus (1865)

Die Familie Studer ist eine ehemals regimentsfähige Burgerfamilie der Stadt Bern, die ursprünglich aus Grafenried stammt.

## Geschichte
Der Rat der Stadt Bern burgerte am 12. Juli 1593 den aus Grafenried stammenden Seiler Peter Studer ein. Seine Nachkommen sind Angehörige der Zunftgesellschaft zu Metzgern und der Gesellschaft zu Mittellöwen. Die Familie Studer besass von 1755 bis zum Ende des 19. Jahrhunderts das oberste Haus an der Spitalgasse in Bern (heute Kaufhaus Loeb). Angehörige besassen von 1811 bis 1927 die Campagne La Prairie in Bern (heute Sulgeneckstrasse 7).

## Personen
Zweig Metzgern 
- Daniel Ludwig Studer (1728–1796), Provisor zu Bern, Inselprediger, Pfarrer zu Lyss, Professor der Theologie, Rektor der Akademie
- Samuel Emanuel Studer (1757–1834), Pfarrer, Theologe und Naturforscher
- Sigmund Gottlieb Studer (1761–1808), Jurist und Künstler
- Bernhard Studer (1794–1887), Geologe
- Gottlieb Ludwig Studer (1801–1889), Theologe, Mitbegründer des Schweizerischen Zofingervereins
- Gottlieb Samuel Studer (1804–1890), Regierungsstatthalter von Bern, Mitbegründer des Schweizer Alpen-Clubs (SAC)
- Bernhard Friedrich Studer (1820–1911), Apotheker
- Bernhard Studer (1832–1868), Landschaftsmaler
- Theophil Rudolf Studer (1845–1922), Mediziner und Zoologe
- Emma Stämpfli-Studer (1848–1930), Unternehmerin und Pionierin im Bereich Kinderkrippen
- Julie Studer-Steinhäuslein (1853–1924), Frauenrechtlerin

Zweig Mittellöwen 
- Jakob Friedrich Studer (1817–1879), Architekt
- Rudolf Friedrich Studer (1855–1926), Architekt

## Archive
- Varia Familie Studer, 1853–1987, ES 67 im Katalog der Burgerbibliothek Bern
- Familie Studer–Küpfer, 1800–1989, ES 58-66 im Katalog der Burgerbibliothek Bern